# 罗尼翁河
罗尼翁河（法語：Rognon，法語發音：[ʁɔɲɔ̃] ⓘ）是法国大東部大區上马恩省的河流，是马恩河的右支流，长73.3千米。